# Дитрих, Иосиф Иванович
Иосиф Иванович Дитрих (1858—1909) — архитектор, классный художник 1-й степени Императорской Академии художеств.

## Биография
Ученик Императорской Академии художеств (1878—1883). Во время обучения получал награды Академии художеств: поощрительная малая серебряная медаль (1879), малая серебряная (1880), большая серебряная (1882). Окончил курс наук Академии художеств (1883). Был награждён золотыми медалями: малой (1883) за проект «великокняжеского замка на юге России» и большой золотой медалью (1884) за программу «Проект мужского монастыря». Звание классного художника 1-й степени (1884). Пенсионер Академии художеств (с 1885). К 1900 году заведовал зданиями С.-Петербургского дамского лазаретного комитета. 
Скончался 2 (15) мая 1909 года.
Имел награды: орден Святого Станислава 2-й степени (1900).